# Munna spinifera
Munna spinifera is een pissebed uit de familie Munnidae. De wetenschappelijke naam van de soort is voor het eerst geldig gepubliceerd in 1961 door Robinson & Menzies.